# Fanacques
Fanacques est un cheval trotteur français spécialiste des courses de trot monté, né le 23 avril 1971. Il remporta notamment deux éditions du Prix de Cornulier, épreuve la plus richement dotée de cette spécialité.

## Naissance et élevage
Fanacques nait le 23 avril 1971 chez Aline Dreux, en Mayenne. Son père est le grand étalon Kerjacques et sa mère Nalicante D — une fille de Cyrano II, autre grand étalon — qui remporta plusieurs courses à Vincennes.

## Carrière au haras
Fanacques fait sa première saison d'étalon en 1979, ses premiers produits naissent donc en 1980. Il est acheté par les Haras nationaux à la fin de l'hiver 1980 pour la somme de 1 200 000 FRF (586 668 EUR2023). Son dernier produit nait en 1996. Son produit le plus riche est Vanilie, née en 1987, collectant 525 194 €, gagnante notamment du Grand Prix Anjou-Maine 1994 (Groupe III) à Laval.

## Palmarès

### Classiques (Groupes I)
- Prix de Cornulier 1977, 1979
- Prix des Centaures 1977

### Semi-classiques (Groupes II)
- Prix Paul-Bastard 1976
- Prix Edmond-Henry 1976
- Prix Auguste-François 1976
- Prix de l'Île-de-France 1977, 1978
- Prix Albert-Viel 1977
- Prix Théophile-Lallouet 1977

## Origines
| Origines de Fanacques, mâle, alezan. | Origines de Fanacques, mâle, alezan. | Origines de Fanacques, mâle, alezan. | Origines de Fanacques, mâle, alezan. |
| ------------------------------------ | ------------------------------------ | ------------------------------------ | ------------------------------------ |
| Père Kerjacques                      | Quinio                               | Hernani III                          | Ontario                              |
| Père Kerjacques                      | Quinio                               | Hernani III                          | Odessa                               |
| Père Kerjacques                      | Quinio                               | Germaine                             | Phoenix                              |
| Père Kerjacques                      | Quinio                               | Germaine                             | Lysistrata                           |
| Père Kerjacques                      | Arlette III                          | Loudéac                              | Boléro                               |
| Père Kerjacques                      | Arlette III                          | Loudéac                              | Bonne Fortune                        |
| Père Kerjacques                      | Arlette III                          | Maggy II                             | Fidus                                |
| Père Kerjacques                      | Arlette III                          | Maggy II                             | Dédette II                           |
| Mère Nalicante D                     | Cyrano II                            | Le Beau                              | Trianon                              |
| Mère Nalicante D                     | Cyrano II                            | Le Beau                              | Beaute du Diable II                  |
| Mère Nalicante D                     | Cyrano II                            | Kériman                              | Duc de Normandie II                  |
| Mère Nalicante D                     | Cyrano II                            | Kériman                              | Bravade II                           |
| Mère Nalicante D                     | Sambre                               | Quo Vadis                            | Énoch                                |
| Mère Nalicante D                     | Sambre                               | Quo Vadis                            | Junon                                |
| Mère Nalicante D                     | Sambre                               | Galéjade                             | Prince Albert                        |
| Mère Nalicante D                     | Sambre                               | Galéjade                             | Tribu                                |